# Энда Аранский
Энда (умер ок. 530 года) — святой Аранский. День памяти — 21 марта.

## Биография
Святой Энда, или Эанна, или Эйн (Éinne), или Энедей, согласно «Календарю Энгуса» (Félire Óengusso Céli Dé) был воином одного из Ульстерских королевств. Его сестра, аббатисса, святая Фанхе, пыталась убедить его оставить оружие. Он согласился с ней на тех условиях, что она даст ему в жёны девушку из своего монастыря. Девушка, что была обещана ему, тотчас умерла, и Энда увидел свою невесту лишь как бездыханное тело. Будучи этим сильно потрясён, он пошел учиться на священника.
По возвращении в Ирландию он воздвиг храм в Дрохеде. Его зятем, королём Кашела Энгусом, ему были дарованы земли в Аране. Там он основал один из первых монастырей в Ирландии, монастырь Киллэни на острове Аран Мор, а также ряд других по всему острову. C тех пор святой Энда стал известен как отец ирландского монашества, наряду с Финнианом из Клонарда. Остров Аран Мор был разделён на две части. Одна половина его предназначалась монастырю Киллеани, западной половине, тем его ученикам, кто выбрал путь «возведения постоянных домов веры на острове».
Впоследствии, согласно Анналам четырёх мастеров, настоятелем основанного святым Эндой монастыря был святой Нем Аранский.